# Melzo
Melzo (Mèlz in dialetto milanese) è un comune italiano di 18 388 abitanti della città metropolitana di Milano in Lombardia.
Melzo dista circa 19 km da Milano, 35 da Bergamo e 10 dall'aeroporto di Linate.

## Storia

### Melpum
Le presunte origini etrusche, che secondo la tradizione collegherebbe Melzo all'antica città di Melpum ricordata da Plinio il Vecchio - rappresentata di conseguenza nella cartografia dell'Italia Gallica sive Gallia Cisalpina di Abraham Ortelius nella sede dell'attuale città - non sono mai state provate, né esiste un ritrovamento archeologico in grado di confermare questa localizzazione. L'analogia tra i due toponimi non è etimologicamente sostenibile, così come non lo è l'ipotizzare una certa continuità storica, di fronte a due città delle quali Melpum è stata distrutta, secondo la tradizione, all’inizio del IV secolo a.C., mentre le più antiche menzioni di Melzo non sono attestate prima del XII secolo d.C.
Dibattuta, peraltro, è anche la posizione della città etrusca: addirittura da alcuni autori viene posta a sud del Po, lungo le vie di commercio transappenniniche, poiché la localizzazione, come l'abitato attuale, vicino alla fiorente Mediolanum, non è compatibile alla sua decantata ricchezza (opulentia praecipum).

### Medioevo
Melzo in epoca medievale era "Mellesiate" (citato da un documento del IX secolo) e poi Melesiate e Meleso (secc. XII-XIII), nome che ricorre varie volte in delle carte milanesi . Melzo ebbe le proprie sorti sempre legate a quelle della vicina Milano, a partire soprattutto dalla fine del XIII secolo quando, con l'inizio del conflitto tra Visconti e Torriani, si inaugurarono anche per la calma realtà melzese tre secoli di guerre.
In virtù della propria posizione geografica e a causa dei mutati equilibri politici fra Milano e Venezia, Melzo visse come realtà di confine i frequenti capovolgimenti di fronte, che durante tutto il Quattrocento videro confrontarsi il ducato visconteo-sforzesco e la Serenissima: prima l'episodio leggendario dell'eroina Agnese Pasta che guida un'improbabile rivolta femminile pro-sforzesca contro i soldati veneziani, che occorre più realisticamente interpretare come una protesta contro miseria e violenze, e più tardi la concessione del feudo alla giovanissima nobile milanese Lucia Marliani, della quale il duca Galeazzo Maria Sforza si era perdutamente innamorato, costellarono un secolo destinato a chiudersi, alla caduta del nuovo duca Ludovico il Moro per mano dei Francesi, con la consegna del marchesato di Melzo a Gian Giacomo Trivulzio, condottiero di Luigi XII e capostipite di una dinastia che si imporrà per quasi due secoli di storia melzese, caratterizzati dai fasti voluti dal casato per abbellire le proprie dimore e gli edifici più rappresentativi del borgo e da una complessiva stabilità sociale ed economica.

### Il feudo di Melzo e Gorgonzola
Per quasi duecento anni, la città di Melzo venne associata come feudo della città di Gorgonzola. Segue l'elenco dei feudatari
- 1412-1441 Vincenzo Marliano
- 1441-1475 Catelano e Innocenzo Cotta
- 1475-1487 Lucia Marliani
- 1487-1499 Galeazzo e Ottaviano Maria Sforza
- 1499-1500 Gian Giacomo Trivulzio
- 1500-1513 Giorgio Trivulzio
- 1513-1516 Ottaviano Maria Sforza Visconti
- 1516-1524 Gian Fermo Trivulzio
- 1524-1526 Massimiliano Stampa
- 1526 Antonio da Leiva
- 1526-1529 Scaramuccia Trivulzio
- 1529 Antonio Rabbia
- 1529-1531 Beatrice Stampa
- 1531 Francesco II Sforza
- 1531-1533 Gian Fermo II Trivulzio
- 1533-15?? Catalano, Antonio, Scaramuccia ed Alessandro Trivulzio
- 15??-1577 Gian Giacomo Teodoro Trivulzio
- 1577-1605 Carlo Emanuele Teodoro Trivulzio, marito di Caterina Gonzaga
- 1605-1656 Gian Giacomo Teodoro II Trivulzio
- 1656-1664 Ercole Teodoro Trivulzio
- 1664-1678 Antonio Teodoro Trivulzio
- 1678 Beatrice Monti

### Età moderna
Animato sin dal 1513 dall'appuntamento settimanale del mercato, il giorno di martedì, (che peraltro è ancora oggi giorno di mercato insieme al sabato) l'assetto produttivo melzese, anche dopo l'uscita di scena dei Trivulzio, restò a lungo prevalentemente centrato sulle attività agricole - con una vocazione di antiche origini per il settore caseario – alle quali dal Seicento si affianca la prima realtà protoindustriale di una fornace per mattoni. Occorrerà tuttavia attendere la fine del Settecento, con la comparsa delle prime filande, per assistere al concreto avvio di quella nuova fase dello sviluppo cittadino – significativamente segnata anche dall'apertura dell'ospedale delle Stelle, voluta nel 1770 dall'amministrazione asburgica di Maria Teresa d'Austria – che fra Ottocento e Novecento riconfigurerà completamente sia l'aspetto sin lì lungamente immutato del borgo sia le abitudini di vita della sua popolazione.
Nel 1838, con la ripresa dell'attività manifatturiera dopo un momentaneo periodo di stallo, è la lavorazione della seta a rappresentare il motore trainante della prima industrializzazione melzese, con un rapido travaso di manodopera dal settore agricolo a quello tessile che – esaurito il momento di massima espansione degli stabilimenti tessili (Casanova, Ornago, Peroni, Gavazzi) si sposta verso l'industria chimica: nel 1907 la Edison sposta a Melzo la produzione degli accumulatori Tudor, costruendo una fabbrica che resta attiva durante i due conflitti mondiali. Per quasi un secolo la Tudor è la più importante realtà produttiva di Melzo arrivando a impiegare 500 persone da tutte le zone circostanti. Più tardi Melzo si orienterà decisamente verso quell'industria casearia che, nel passaggio di secolo e fino alle soglie della Seconda guerra mondiale, è ormai venuta configurando l'antica vocazione produttiva di un borgo nella realtà di un polo alimentare di rilevanza nazionale, grazie all'attività di Galbani e Invernizzi.
Attraversate le dinamiche sociali ovunque connesse al fenomeno dell'industrializzazione – lotte sindacali, sovraffollamento della popolazione inurbata, nuove realtà abitative e familiari – e trascorsa l'interruzione dolorosa del secondo conflitto mondiale, Melzo si presenta agli ulteriori appuntamenti della crescita economica post-bellica con le questioni legate all'immigrazione, e dunque all'ulteriore aumento della popolazione, e alla crescita indiscriminata del tessuto urbano: gli interventi di gestione avviati a partire dagli anni settanta, intesi soprattutto al controllo del versante urbanistico – con il Piano Regolatore e i piani di recupero per il centro storico – introducono in qualche misura all'ulteriore riconversione della realtà economica melzese a quel terziario avanzato la cui conclusiva affermazione, ancora in tempi recenti, appare quasi esemplarmente riassunta dall'apertura del cinema multisala Arcadia. Anche Melzo aveva la sua scormagna, fino agli anni Cinquanta-Sessanta: i melzesi erano definiti "i oreggiatt de Melz" (pronuncia: i uregiàt de mels).
Dal 2015 fa parte della Zona omogenea Adda Martesana della città metropolitana di Milano.

### Simboli
(D.P.C.M. 14 maggio 1952)
Lo storico stemma del Comune di Melzo è stato riconosciuto con DPCM del 14 maggio 1952 e riprende l'emblema dell'antica famiglia lombarda dei de Melzio, che trasse nome e origine da questa antica terra, presente a pagina 218 dello Stemmario Trivulziano.
Il gonfalone, concesso con DPR del 16 agosto 1952, è un drappo trinciato di rosso e di giallo.

## Monumenti e luoghi d'interesse

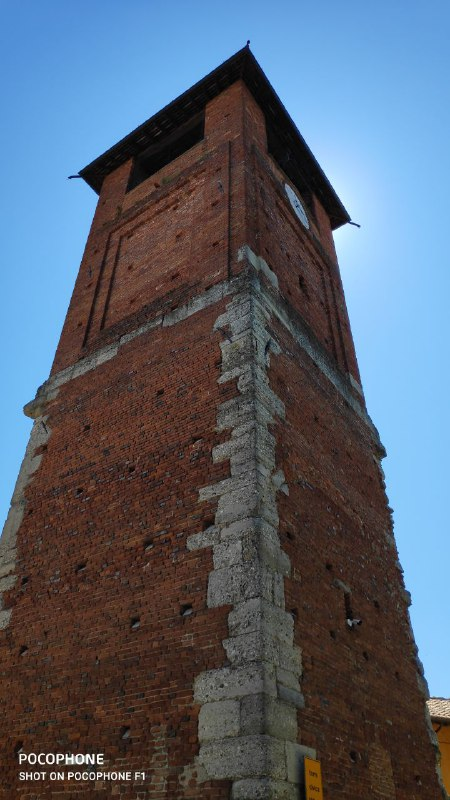
Torre civica di Melzo (2020)

Con la memoria delle vicende storiche – ancora assai in divenire, e dunque foriera di sviluppi futuri – l'identità di Melzo è poi illustrata dalle monumentali testimonianze del passato pervenuteci: dall'antica fondazione della Collegiata Prepositurale dei Santi Alessandro e Margherita, pregevole architettura di forme quattrocentesco lombarde, alla residenza un tempo fastosa di Palazzo Trivulzio, presenza tuttora dimensionalmente emergente nel tessuto urbano, alla chiesa di Sant'Andrea, con il prezioso ciclo degli affreschi cinquecenteschi, alle altre fondazioni di epoca trivulziana dell'Oratorio di Sant'Antonio e delle chiese di San Francesco e di Sant'Ambrogio (Torre Civica), sino all'Ospedale delle Stelle, già convento di Carmelitani, convertito alla nuova destinazione d'uso dal marchese Trivulzio e da altri nobili locali su progetto del Piermarini, a seguito di un decreto di Maria Teresa d'Austria.
- Nel 1809 l'architetto Simone Cantoni firmò un progetto di ristrutturazione del palazzo del marchese Girolamo Teodoro Trivulzio, non realizzato.
- Fondazione Invernizzi, Tenuta di Trenzanesio (Parco Naturale), Rodano.
- Cinema Arcadia
- Oasi Naturalistica della Martesana, un’area naturalistica di oltre 30 ettari, riconosciuta come oasi di conservazione WWF.[12]

## Società

### Evoluzione demografica
- 1 207 nel 1751
- 1 564 nel 1771
- 1 600 nel 1805
- 1 825 dopo annessione di Vignate nel 1811
- 2 183 nel 1853
- 2 354 nel 1859

Abitanti censiti

## Cultura

### La pieve
Il 18 agosto 1576 il cardinale Carlo Borromeo trasferì alla chiesa dei Santi Alessandro e Margherita di Melzo la sede della previgente pieve di San Pietro di Cornegliano. Nell'ambito delle sue misure di adeguamento alla modernità, San Carlo decise infatti di riflettere il mutamento intervenuto nel tessuto urbano della zona, e cambiò la sede plebanea. Melzo ebbe quindi un prevosto cui per quattro secoli furono sottoposte le seguenti parrocchie:
- Santi Pietro e Giorgio di Cornegliano[14]
- San Majolo abate di Albignano
- Santi Eusebio e Maccabei di Cavajone
- San Michele arcangelo di Truccazzano[15]

### Eventi
Fiera delle Palme - Appuntamento storico per il weekend che precede la Pasqua, 4 giorni di degustazioni, mostre, esposizioni, con Luna park itinerante e altre attività. Nell'anno 2022 si è tenuta la fiera numero "400+1" dopo due anni di stop a causa dell'epidemia di Covid-19.

#### Storia della Fiera
Nel 1553 da parte dei Trivulzio, feudatari del borgo, fu avanzata alle autorità la richiesta dell'istituzione della Fiera di Melzo, assieme alla richiesta di ottenere la concessione di un mercato settimanale. Mentre il mercato settimanale fu concesso nel 1619 per l'istituzione della Fiera passarono circa due secoli e venne poi concessa solo due volte all'anno nei mesi di marzo e ottobre. Dopo varie vicende politiche che fecero decadere e rinascere l'antica Fiera da fine ottocento divenne un appuntamento importante anche legato alla realtà industriale melzese (Invernizzi e Galbani) con mostre bovine ed equine ed attrezzature agricole nonché giostre e stand commerciali.
Nel 2019 si celebrò la 400ª edizione di una delle più importanti, per storia e tradizione, Fiere della Martesana che si tiene in concomitanza del santo patrono della città e che coincide con il lunedì delle Palme (da cui il nome della Fiera).

## Amministrazione

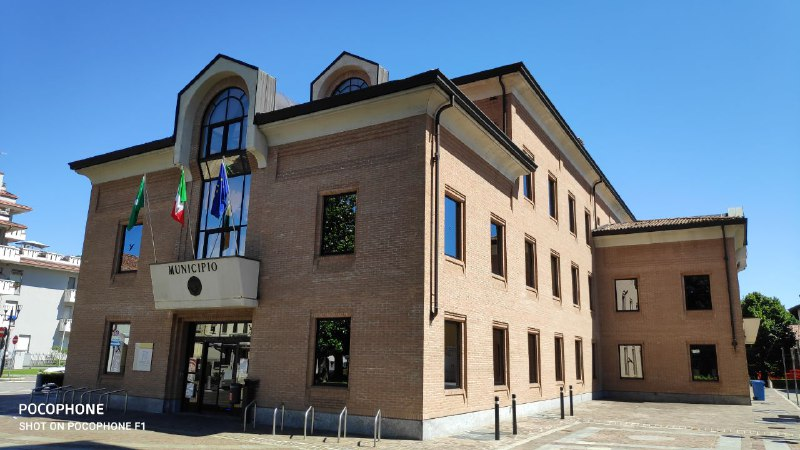
Municipio di Melzo (2020)

| Periodo | Periodo   | Primo cittadino   | Partito                 | Carica                  | Note |
| ------- | --------- | ----------------- | ----------------------- | ----------------------- | ---- |
| 1995    | 2004      | Mario Barbaro     | Democratici di Sinistra | sindaco                 |      |
| 2004    | 2009      | Paolo Sabbioni    | lista civica            | sindaco                 |      |
| 2009    | 2014      | Vittorio Perego   | lista civica            | sindaco                 |      |
| 2014    | 2016      | Antonio Bruschi   | Partito Democratico     | sindaco                 |      |
| 2016    | 2017      | Cristiana Cirelli | -                       | commissario prefettizio |      |
| 2017    | in carica | Antonio Fusè      | lista civica            | sindaco                 |      |

### Gemellaggi
- Vilafranca del Penedès